# 日向虎頭
日向 虎頭（ひなた とらあき、生年不明 - 天正10年（1582年））は、戦国時代の武将。通称大和守。日向昌時、虎忠と同一人物か。

## 略歴
父は武田信虎に仕えた日向是吉（大和守）と考えられる。是吉と虎頭を同一人物とされる事もあるが、没年や年代的に無理があるとされる 。
虎頭は武田信玄・勝頼に仕え、『北巨摩郡誌』によれば天正年間に光村寺を開基した。
天正10年（1582年）の武田氏滅亡の際、織田信長の侵攻を受け大島城から撤退し、子の二郎三郎と共に光村寺で自刃したとされる 。